# Diakonissa

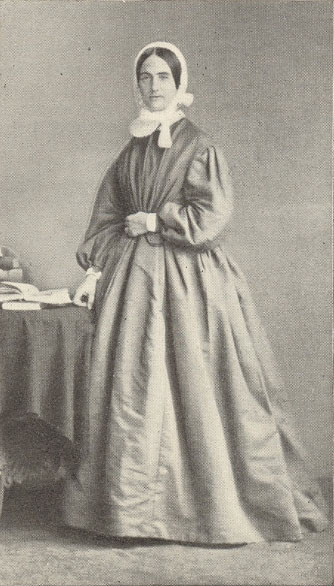
Elizabeth Catherine Ferard utsågs 1862 till Engelska kyrkans första diakonissa.

En diakonissa var ett kvinnligt ämbete i den tidiga kyrkan med särskild uppgift att biträda kvinnor som skulle döpas (eftersom man var naken vid dopet). Ämbetet blev ovanligare med tiden och försvann snabbt i öst medan de i väst levde kvar ända in under den tidiga medeltiden.
Diakonissorna återuppstod i annan form inom de evangeliska kyrkorna under 1800-talet med uppgifter inom församlingsverksamhet och diakoni. Pastorn Theodor Fliedner grundade 1836 i Kaiserswerth den första diakonissanstalten, som 1904 sysselsatte 1193 systrar, verksamma vid 60 sjukhus, 80 barnavårdsanstalter och bland sjuka och fattiga i 113 församlingar. En konferens 1904 samlade 79 sådana anstalter med tillsammans 16 150 systrar. Ett svenskt sällskap bildades 1849 och 9 juli 1851 grundades en diakonissanstalt i Stockholm med lokaler på Kungsholmen, som 1863 flyttade till malmgården Stora Ersta på Södermalm och sedan dess är känd som Ersta diakoni.
I nutiden har diakonissorna alltmer övergått till att bli kvinnliga diakoner, såväl i den anglikanska kyrkan som i Svenska kyrkan.
Fram till 1968 rådde det ett celibatsobligatorium för diakonissorna i Svenska kyrkan, dock uppmjukat mot slutet av perioden.

### Fotnoter
1. ↑  ”diakonissa”. Nationalencyklopedin. https://www.ne.se/uppslagsverk/encyklopedi/l%C3%A5ng/diakonissa. Läst 12 december 2017.
2. ↑  Diakonissa i Nordisk familjebok (andra upplagan, 1907)